# گوتام ادانی
گوتام شانتیلال ادانی (انگلیسی: Gautam Shantilal Adani، هندی: गौतम अदाणी؛ زاده ۲۴ ژوئن ۱۹۶۲) کارآفرین و سرمایه‌دار اهل هند است. او از نوامبر ۲۰۲۲ با دارایی خالص ۱۳۸٫۱ میلیارد دلار بر اساس مجلهٔ فوربز و ۱۳۳ میلیارد دلار بر اساس بلومبرگ، ثروتمندترین فرد آسیا و سومین فرد ثروتمند جهان است که با فاصله‌ای نزدیک پس از جف بزوس قرار دارد.
ادانی به عنوان مؤسس و رئیس هیئت مدیره گروه ادانی فعالیت می‌کند که یک شرکت چند ملیتی مستقر در احمدآباد است که در توسعه بندر و عملیات در هند فعالیت دارد. این گروه ۲۳۰۰۰ کارمند دارد و ارزش آن بیش از ۲۳۰ میلیارد دلار است.  این گروه تولیدی، مجموعه‌ای گسترده از زیرساخت‌های بندرگاهی تا انرژی را در اختیار دارد و با هفت شرکت تجاری عمومی همکاری می‌کند. گوتام ادانی صاحب دومین شرکت بزرگ سیمان هند و ۱۳ بندرگاه – از جمله بزرگ‌ترین بندر کشور در شهر ساحلی غربی موندرا – است و هفت فرودگاه را می‌گرداند. ادانی همچنین رئیس بنیاد ادانی است که عمدتاً توسط همسرش پریتی ادانی اداره می‌شود و به امور نیکوکاری می‌پردازد.

## سال‌های اولیه زندگی
ادانی در ۲۴ ژوئن ۱۹۶۲ در خانواده‌ای پیرو مذهب جین از شانتیلال ادانی (پدر) و شانتابن ادانی (مادر) در احمدآباد، گجرات زاده شد. او ۷ خواهر و برادر دارد. پدر و مادرش از شهر تهاراد در شمال گجرات به احمدآباد مهاجرت کرده بودند. پدر او تاجر کوچکی در زمینه نساجی بود.
گوتام در مدرسه Sheth Chimanlal Nagindas Vidyalaya در احمدآباد تحصیل کرد. او برای دریافت مدرک کارشناسی بازرگانی در دانشگاه گجرات ثبت نام کرد، اما پس از سال دوم تحصیل را رها کرد. ادانی مشتاق تجارت بود و به تجارت نساجی پدرش علاقه نداشت.

## زندگی حرفه‌ای
پس از ترک تحصیل در سن شانزده سالگی در سال ۱۹۷۸ ادانی نوجوان به بمبئی نقل مکان کرد تا به عنوان یک جداکننده الماس برای برادران ماهندرا کار کند.
در سال ۱۹۸۱ برادر بزرگش موکش‌بای ادانی (Mahasukhbhai Adani) یک واحد تولید پلاستیک در احمدآباد خرید و از او برای مدیریت عملیات تولید دعوت کرد. این سرمایه‌گذاری دروازه ورود ادانی به تجارت جهانی از طریق واردات پلی وینیل کلراید (PVC) بود.
در سال ۱۹۸۵ شروع به واردات پلیمرهای اولیه برای صنایع کوچک کرد. ادانی در سال ۱۹۸۸ شرکت صادرات ادانی (Adani Exports) را تأسیس کرد که اکنون به عنوان شرکت Adani Enterprises، شرکت هلدینگ گروه ادانی شناخته می‌شود. در اصل، این شرکت در زمینه کالاهای کشاورزی و نیرو فعالیت می‌کرد.
در سال ۱۹۹۱ سیاست‌های آزادسازی اقتصادی برای شرکت او مطلوب بود و او شروع به گسترش تجارت خود به تجارت فلزات، منسوجات و محصولات کشاورزی کرد.
در سال ۱۹۹۴ دولت گجرات برون‌سپاری مدیریتی بندر موندرا (Mundra) را اعلام کرد و در سال ۱۹۹۵ ادانی این قرارداد را تصاحب کرد.
در سال ۱۹۹۵ ادانی نخستین اسکله خود را راه‌اندازی کرد. این عملیات که در ابتدا توسط بندر و منطقه ویژه اقتصادی موندرا اداره می‌شد به بندرهای ادانی و SEZ (APSEZ) منتقل شد. امروزه این شرکت بزرگ‌ترین اپراتور خصوصی چند بندری است. بندر موندرا بزرگ‌ترین بندر بخش خصوصی در هند است که ظرفیت جابجایی نزدیک به ۲۱۰ میلیون تن بار در سال را دارد.
در سال ۱۹۹۶ بازوی تجارت برق گروه ادانی، به‌نام «ادانی پاور» (Adani Power) توسط ادانی تأسیس شد. نیروگاه ادانی دارای یک نیروگاه حرارتی با ظرفیت ۴۶۲۰ مگاوات است که بزرگ‌ترین تولیدکننده برق حرارتی خصوصی کشور است.
در سال ۲۰۰۶ ادانی وارد تجارت تولید برق شد. از سال ۲۰۰۹ تا ۲۰۱۲ او Abbot Point Port در استرالیا و معدن زغال‌سنگ Carmichael در کوئینزلند را خرید. هدف او این است که تا سال ۲۰۳۰ برترین بازیگر انرژی تجدیدپذیر جهانی باشد.
اکنون ادانی با در اختیار داشتن شش نیروگاه برق زغال‌سنگ، بزرگ‌ترین بازیگر حوزه برق در هند است. در عین حال، او تعهد کرده‌است که ۵۰ میلیارد دلار در زمینه هیدروژن سبز سرمایه‌گذاری کند و یک خط لوله بسیار طولانی گاز طبیعی به طول ۸۰۰۰ کیلومتر را اداره می‌کند.
در سال ۲۰۱۲ حسابرس دولت هند، ناراندا مودی که در آن زمان سروزیر گجرات بود را متهم به ارایه سوخت ارزان یک شرکت گاز دولتی به ادانی و تاجران دیگر کرد.
در می ۲۰۲۰ ادانی برنده بزرگ‌ترین مناقصه انرژی خورشیدی جهان توسط شرکت انرژی خورشیدی هند (SECI) به ارزش ۶ میلیارد دلار آمریکا شد. پروژه نیروگاه فتوولتائیک ۸۰۰۰ مگاواتی توسط «ادانی گرین» (Adani Green) انجام خواهد شد که «ادانی سولار» (Adani Sola) را با ۲۰۰۰ مگاوات ظرفیت تولید سلول و ماژول خورشیدی اضافی ایجاد خواهد کرد.
در سپتامبر ۲۰۲۰ ادانی ۷۴ درصد از سهام فرودگاه بین‌المللی بمبئی، دومین فرودگاه شلوغ هند پس از فرودگاه دهلی را به دست آورد.
طرح بندر او در کرالا موقعی که حزب مخالف کنگره در قدرت بود تصویب شد و کمونیست‌ها که حالا دولت را اداره می‌کنند از آن حمایت کرده‌اند.
در نوامبر ۲۰۲۱ ادانی در حین سخنرانی در انجمن اقتصادی بلومبرگ هند گفت که این گروه ۷۰ میلیارد دلار در یک تجارت جدید انرژی سبز سرمایه‌گذاری می‌کند. در ژوئیه ۲۰۲۲ او جزئیات تازه‌ای در مورد چگونگی استفاده از این سرمایه‌گذاری برای ساخت سه کارخانه غول‌پیکر - خورشیدی، الکترولیز (برای تولید هیدروژن سبز)، نیروگاه‌های توربین بادی ارائه کرد.
در فوریه ۲۰۲۲ او با پشت سر گذاشتن موکش آمبانی به ثروتمندترین فرد آسیا تبدیل شد. در اوت ۲۰۲۲ او توسط مجله فرچون (Fortune) به عنوان سومین فرد ثروتمند جهان شناخته شد.
در ماه مه ۲۰۲۲ خانواده ادانی آمبوجا سمنت و شرکت تابعه آن ای‌سی‌سی لیمیتد (ACC) را از گروه هولکیم (Holcim Group) به مبلغ ۱۰٫۵ میلیارد دلار از طریق یک ابزار ویژه مالی خریداری کرد.
ادانی مشغول ساخت طولانی‌ترین بزرگراه هند بین دهلی و مومبای، پایتخت تجاری این کشور است.
در اوت ۲۰۲۲ یکی از واحدهای گروه ادانی به نام «شبکه‌های رسانه‌ای اِ.ام.جی با مسئولیت محدود» (AMG Media Networks Limited (AMNL)) اعلام کرد که قصد دارد هلدینگ RRPR مالک ۲۹٫۱۸ درصد از پخش کننده اخبار ملی ان‌دی‌تی‌وی (NDTV) را بخرد و پیشنهادی باز برای خرید ۲۶ درصد دیگر ارائه کرده‌است. در بیانیه‌ای، ان‌دی‌تی‌وی گفت که ادانی سهام خود را از طریق یک شخص ثالث و بدون اطلاع بنیانگذاران شرکت خریداری کرده‌است. روزنامه‌نگار سابق رادیکا روی و همسر اقتصاددانش پرانوی مدعی شدند این معامله بدون مذاکره و جلب رضایت یا اطلاع انجام شده‌است. این پیشنهاد خرید همچنین باعث نگرانی در مورد استقلال سرمقاله در مطبوعات هند شد. زیرا ادانی به عنوان فردی نزدیک به حزب حاکم بهاراتیا جاناتا و نخست‌وزیر هند نارندرا مودی در نظر گرفته می‌شود. روزنامه‌نگاری سلسله مقالاتی در سال ۲۰۱۷ نوشت و گفت شرکت‌های آقای ادانی در دوره آقای مودی رفتار لطف‌آمیزی دیده‌اند. شرکت‌های آقای آدانی و دولت آقای مودی همواره این اتهامات رفتار لطف‌آمیز را انکار کرده‌اند.
ادانی در دسامبر ۲۰۲۲ ان‌دی‌تی‌وی، معتبرترین شبکه خبری هند راخ خرید. اين نخستین سرمایه‌گذاری مهم او در زمینه رسانه است.

## زندگی شخصی
گوتام ادانی با پریتی ادانی ازدواج کرده‌است. این زوج دو پسر به نام‌های کاران ادانی و جیت ادانی دارند.
در ژانویه ۱۹۹۸ او ربوده شد. او با تهدید اسلحه توسط گروهی از مردان برای باج‌گیری از داخل خودرویش در احمدآباد گروگان گرفته شد اما بدون پرداخت پول آزاد شد.
ادانی در طول حملات نوامبر ۲۰۰۸ در بمبئی در هتل کاخ تاج محل بود. پس از یک روز از شروع حمله به هتل و محاصره کماندوها، آدانی و بقیه گروگان‌ها که شب را در سالن سپری کرده بودند از طریق ورودی پشتی بیرون برده شدند. او همان روز پس از بازگشت به احمدآباد در جت شخصی خود به گزارشگران گفت: «مرگ را در فاصله ۵ متری می‌دیدم.»

## نیکوکاری
ادانی مالک بنیاد آدانی است که از طریق گروه آدانی تأمین مالی می‌شود. این سازمان در سال ۱۹۹۶ تأسیس شد. به غیر از گجرات، این سازمان در ایالت‌های ماهاراشترا، راجستان، هیماچال پرادش، مادیا پرادش، چتیسگر و اودیسا نیز فعالیت می‌کند.
در مارس ۲۰۲۰ او ۱۰۰ میلیون روپیه (معادل ۱۳ میلیون دلار آمریکا) به صندوق PM Cares از طریق بازوی نیکوکاری گروهش برای مبارزه با شیوع ویروس کرونا کمک کرد. او همچنین ۵ میلیون روپیه (۶۳۰۰۰۰ دلار آمریکا) به صندوق امداد CM گجرات کمک کرد و ۱ میلیون روپیه (۱۳۰٬۰۰۰ دلار آمریکا) به صندوق امداد CM ماهاراشترا پرداخت.
گروه ادانی به رهبری ادانی، چهار مخزن برودتی ISO پر از ۸۰ تن اکسیژن مایع پزشکی را از دمام در عربستان سعودی به موندرا در گجرات وارد کرد. این گروه همچنین ۵۰۰۰ سیلندر اکسیژن درجه پزشکی را از لینده عربستان سعودی تأمین کرد. در یک پست توییتری که ادانی به اشتراک گذاشت که گروه او هر روز ۱۵۰۰ سیلندر با اکسیژن پزشکی را در هر جایی در گجرات که مورد نیاز است تأمین می‌کرد.
در ژوئن ۲۰۲۲ ادانی متعهد شد ۶۰۰۰۰ میلیون روپیه (۷٫۷ میلیارد دلار) برای اهداف اجتماعی کمک کند. مجموعه ادانی با هدایت بنیاد ادانی طی یکی از بزرگ‌ترین انتقالات، به یک تراست نیکوکاری در هند تبدیل می‌شود.